# Josef Kristian Mejstřík
Josef Kristian Mejstřík (* 9. března 1983, Praha) je český herec a zpěvák-šansoniér.
Po studiu na Gymnáziu v Nymburce nastoupil na hereckou školu v Praze v Michli (E. Horká, D. Vejražka, O. Zajíc), kde v roce 2006 absolvoval. Od roku 2002 se spolu se Stanislavou Sýkorovou (klavír) věnuje interpretaci šansonů, židovských a cikánských písní.

## Koncerty
- A Studio Rubín
- Balbínova poetická hospůdka
- Chodovská vodní tvrz
- Pidivadlo
- Městské divadlo Nymburk
- Městské divadlo Poděbrady

## Filmové role
- Franta (televizní seriál Dobrá Čtvrť)
- Mladý policista (studentský film Při činu)

## Divadelní role
- Onučkin (N. V. Gogol: Ženitba),
- Bruce Lathrop (Ch. Durang: Nevyléčitelní),
- Nikolaj Tuzenbach (A. P. Čechov: Tři sestry)
- Větrník (B. Němcová, M. Míková: O Slunečníku, Měsíčníku a Větrníku)
- Vodník Michal (A. Jirásek: Lucerna)
- Pepíček (P. Dostál, R. Pogoda: Výtečníci)